# Dictionary.com
Dictionary.com est un dictionnaire numérique anglophone créé en 1995 et détenu aujourd'hui[Quand ?] par la société américaine Rock Holdings. Le contenu est issu de la dernière version du Random House Webster's Unabridged Dictionary ainsi que du The American Heritage Dictionary of the English Language et du Collins English Dictionary,,,.